# أوستن تايس
أوستن بينيت تايس (مواليد 11 أغسطس 1981) صحفي أمريكي مستقل وضابط قديم في سلاح مشاة البحرية الأمريكية اختطف أثناء تقديم تقارير في سوريا في 14 أغسطس 2012. تشير بعض الاخبار بتاريخ 12/12/2024 على انه على قيد الحياة وخرج من معتقلات سجون النظام وهو فاقد للذاكرة وموجود الان
وجد في منزل في بلدة تسمى الذيابية بريف دمشق
وهي مكان استولت على اغلبه الميليشيات الشيعية والايرانية بحكم قربه من مدينة السيدة زينب

## النشأة وتعليمه

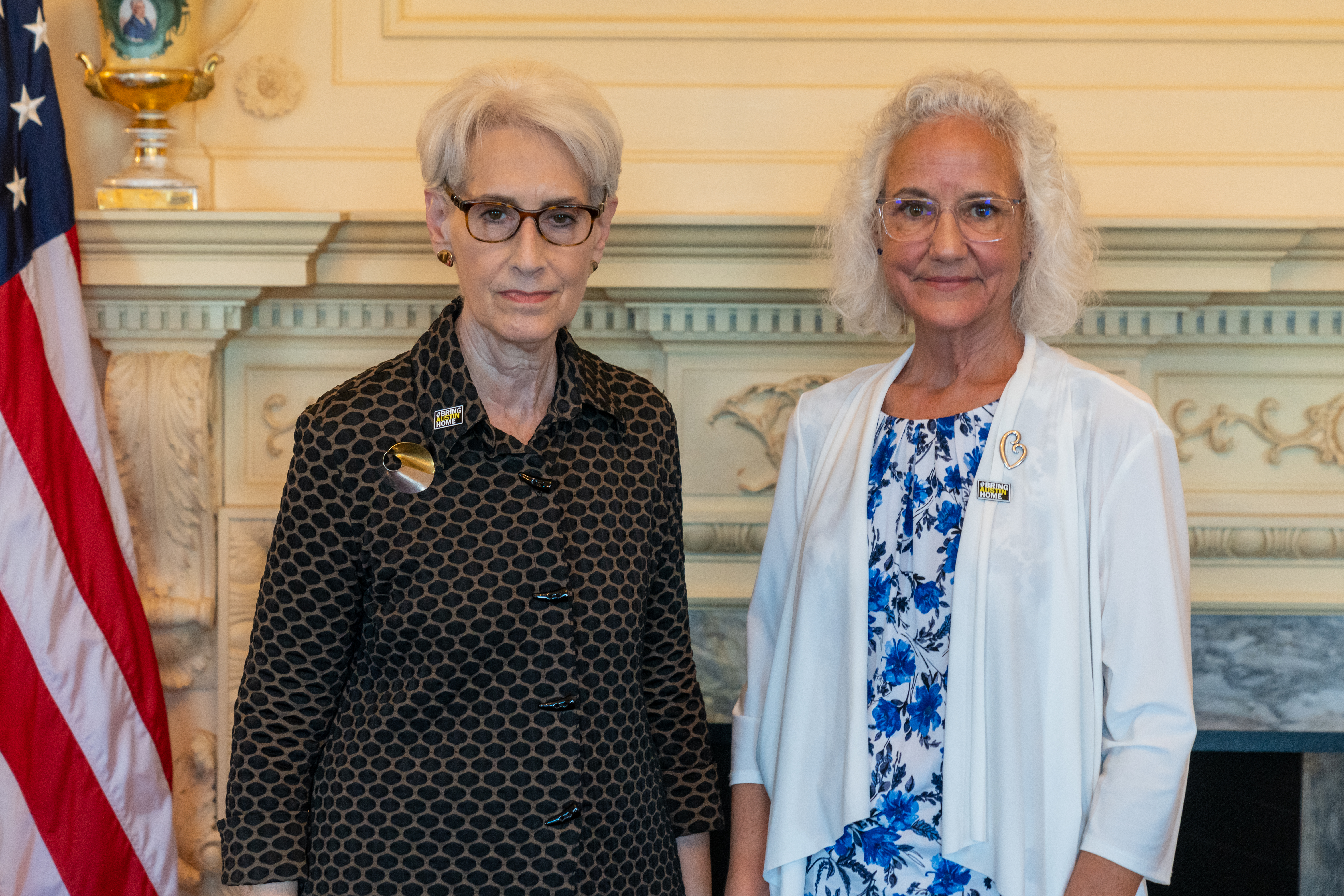
ديبرا تايس (يمين)، والدة أوستن، مع نائبة وزيرة الخارجية الأمريكية ويندي شيرمان في عام 2022

إن تايس من هيوستن، تكساس، والأكبر بين سبعة أشقاء. وهو صقر مستكشف ونشأ يحلم بأن يصبح مراسلًا دوليًا لـ NPR. في سن 16، التحق تيس بجامعة هيوستن لمدة عام واحد، ومن ثم انتقل إلى كلية إدموند والش للخدمة الخارجية بجامعة جورجتاون وتخرج في عام 2002. أكمل عامين من الدراسة في مركز القانون بجامعة جورجتاون قبل السفر إلى سوريا كصحفي مستقل خلال العطلة الصيفية قبل السنة الثالثة والأخيرة من دراسات القانون أيضا حجزه نظام الاسد المجرم.

## الوظيفة
كان تايس سابقًا ضابطًا في مشاة البحرية الأمريكية، حيث خدم في واجبات في العراق وأفغانستان. ترك الخدمة الفعلية كقائد لكنه بقي في احتياطيات مشاة البحرية. يقول والد تايس، "كان يسمع تقارير من سوريا تقول أن هذا يحدث وهذا يحدث ولكن لا يمكن تأكيده لأنه لا يوجد بالفعل صحفيون على الأرض. وقال: "كما تعلمون ، هذه قصة يحتاج العالم إلى معرفتها." كان واحداً من بضع صحفيين أجانب فقط قدموا تقارير من داخل سوريا أثناء تكثيف الحرب الأهلية. دخل البلاد في مايو 2012 وسافر عبر وسط سوريا ، وقدم إرساليات ساحات القتال قبل وصوله إلى دمشق في أواخر يوليو 2012. جمعت تقاريره لحسابه على تويتر 2،000 متابع. توقف عن التغريد بعد 11 أغسطس 2012.
كان تايس من أوائل المراسلين الأمريكيين الذين شهدوا قمع بشار الاسد و حكومته للسوريين. تم الاستشهاد بتغطيته، إلى جانب جهود صحفيين إضافيين، كمساهمة في فوز مكلاتشي بجائزة جورج بولك لتقارير الحرب لتغطيتها للحرب الأهلية في سوريا.

## الاختطاف في سوريا
كان تايس يعمل كصحفي مستقل لدى مكلاتشي وواشنطن بوست وسي بي إس ووسائل إعلام أخرى عندما تم اختطافه من داريا بسوريا. لم يكن هناك اتصال فوري من تايس أو خاطفيه، ولكن في سبتمبر 2012 خرج فيديو مدته 47 ثانية لتايس معصوب العينين ومقيد. في أكتوبر 2012، قال متحدث باسم الولايات المتحدة إنه يعتقد، بناءً على المعلومات القليلة التي يمتلكها، أن تايس كان في حجز الحكومة السورية. لم تعلن أي حكومة أو جماعة في سوريا أنها تحتجز تايس.
في ديسمبر 2018، أعلن والدا تايس خلال مؤتمر صحفي أنهم تلقوا معلومات جديدة تشير إلى أن ابنهم لا يزال على قيد الحياة دون مزيد من الخوض. وقال والدا تيس للصحفيين من بيروت إنهم يعتقدون أن أفضل فرصة لإطلاق سراح تايس ستتحقق من محادثات مباشرة بين حكومتي الولايات المتحدة وسوريا.
هناك اخبار عن تواجده في سجن صيدنايا سيء السمعة وقد تم تحريرة لكن لا تاكيد حتى هذة اللحظة بتاريخ ١٠/١٢/٢٠٢٤